# Cheix-en-Retz
Cheix-en-Retz é uma comuna francesa na região administrativa da Pays de la Loire, no departamento de Loire-Atlantique. Estende-se por uma área de 8,34 km². Em 2010 a comuna tinha 1 094 habitantes (densidade: 131,2 hab./km²).